# Manfred Bambeck
Manfred Bambeck (* 11. September 1918 in Wintersbach; † 23. Juli 1985 in Alzenau) war ein deutscher Romanist.

## Leben
Bambeck promovierte 1954 in Frankfurt bei Erhard Lommatzsch über Tod und Unsterblichkeit : Studie zum Lebensgefühl der französischen Renaissance nach dem Werke Ronsards und habilitierte sich 1964 in Heidelberg mit Boden und Werkwelt. Untersuchungen zum Vokabular der Galloromania auf Grund von nichtliterarischen Texten (Tübingen 1968). 1966 wurde er auf einen Lehrstuhl für romanische Philologie in Frankfurt berufen. 1981 gehörte er zu den Unterzeichnern des Heidelberger Manifestes.

## Werke
- Lateinisch-romanische Wortstudien (Untersuchungen zur Sprach- und Literaturgeschichte der romanischen Völker 1), Wiesbaden 1959
- Göttliche Komödie und Exegese, Berlin / New York 1975
- (Herausgeber zusammen mit Hans Helmut Christmann in Verbindung mit Erich von Richthofen) Philologica Romanica.  Erhard Lommatzsch gewidmet, München 1975
- Studien zu Dantes Paradiso. Wiesbaden 1979
- Das Sprichwort im Bild : "Der Wald hat Ohren, das Feld hat Augen" : zu einer Zeichnung von Hieronymus Bosch, Akademie der Wissenschaften und der Literatur,  Wiesbaden  1987